# Gisela Fischdick

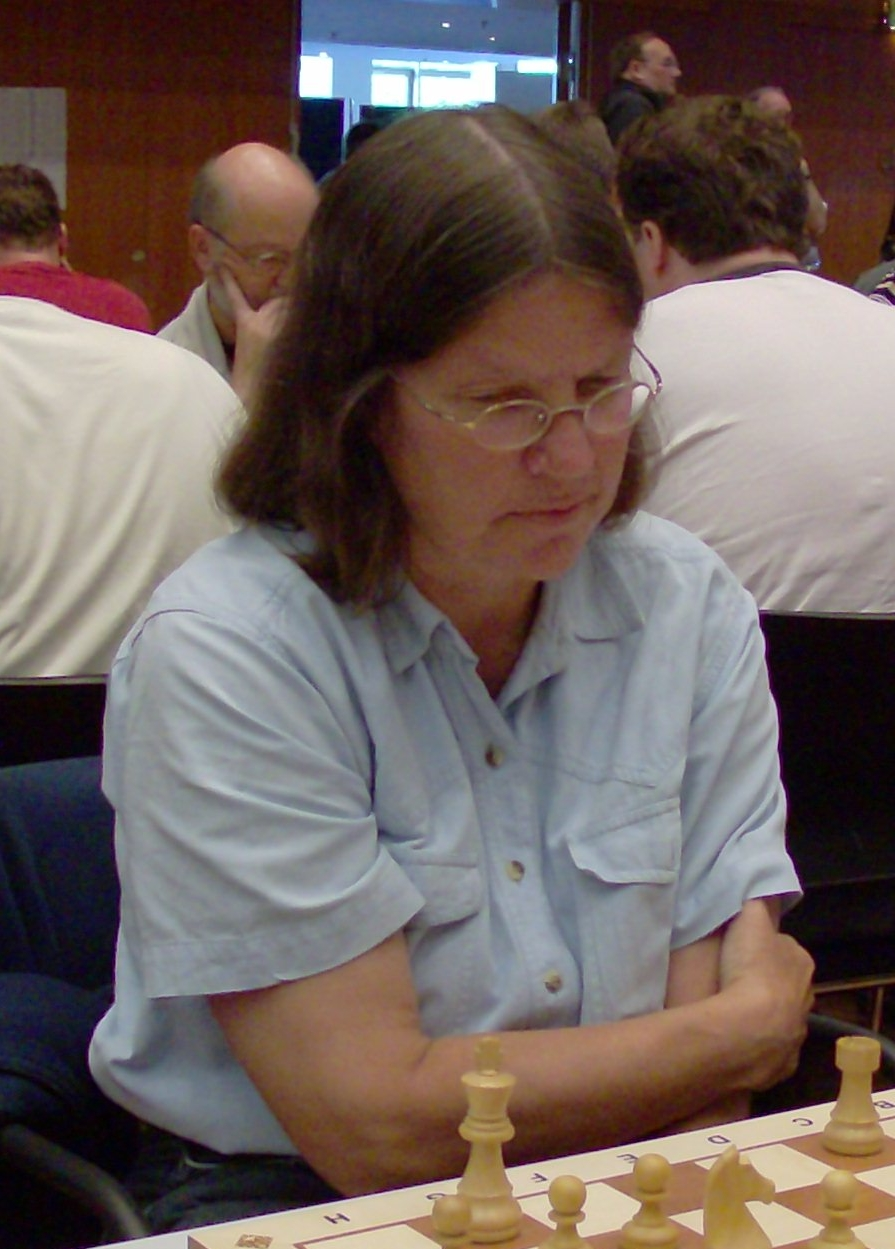
Gisela Fischdick: jugadora d'escacs alemanya

Gisela Fischdick (Mülheim del Ruhr, 5 de novembre de 1955) és una jugadora d'escacs alemanya que té el títol de Gran Mestre Femení des de 2006. Va guanyar diversos campionats femenins d'Alemanya Occidental en escacs ràpids o "Blitzschach".
Ha participat, representant la RDA i posteriorment Alemanya en diverses Olimpíades d'escacs.